# Le Nouveau Quotidien
Le Nouveau Quotidien (NQ), sous-titré « Journal suisse et européen », est un quotidien suisse fondé par Jacques Pilet et édité à Lausanne, qui paraît du 24 septembre 1991 au 28 février 1998.

## Histoire
Le Nouveau Quotidien est créé en 1991 et placé sous la direction de Jacques Pilet. Les actionnaires du journal sont les groupes de presse Edipresse et Ringier, ainsi que le journal français Libération. Le siège et la rédaction sont à Lausanne. L'annonce du lancement du Nouveau Quotidien pousse le Journal de Genève et la Gazette de Lausanne, qui visent un lectorat similaire, à fusionner, également en 1991, en conservant le nom du premier.
Après une année d'existence, le Nouveau Quotidien compte 25'000 abonnés et 10'000 ventes supplémentaires par jour en kiosque. Les lecteurs vivent alors à 42% dans le canton de Vaud, 23% dans le canton de Genève et à 35% dans les autres cantons de Suisse romande. Une courte majorité des lecteurs est âgée de 14 à 34 ans. Enfin, 56% du lectorat est masculin.
Le journal ne trouve toutefois pas l'équilibre financier. En 1993, le nombre de parutions hebdomadaires est réduit de six à cinq par mesure d'économie. A ce moment-là, le journal compte 26'000 abonnés et vend chaque jour environ 10'000 exemplaires supplémentaires en kiosque, soit des chiffres très proches de ceux de 1992.
En 1996, une fusion du Nouveau Quotidien avec le Journal de Genève est étudiée une première fois, mais Édipresse y renonce. Le directeur de ce groupe de presse, Pierre Lamunière, pense à ce moment-là que le journal ne tardera plus à être rentable.
En 1996 également, le supplément culturel V Magazine est créé. En 1997, Jacques Pilet quitte le journal et cède la rédaction en chef à Alain Campiotti. En juin 1997, la fusion du Nouveau Quotidien avec le Journal de Genève est annoncée par leurs éditeurs respectifs. Elle aboutira, en mars 1998, à la création du quotidien Le Temps. Trente-deux emplois sont supprimés à la suite de cette fusion.
Cette fusion est contestée, en grande partie par la rédaction du Journal de Genève qui entreprend un mouvement de « grève des signatures », les articles étant signés conjointement par toute la rédaction pendant six semaines,. La plupart des opposants quittent la rédaction avant la naissance du Temps, ou peu après[réf. nécessaire]. La Commission fédérale de la concurrence émet également des critiques d'un autre ordre en indiquant que, par cette fusion, le groupe Édipresse acquiert une position dominante en Suisse romande sur le marché des quotidiens régionaux. En décembre 1997, elle autorise toutefois la fusion en arguant qu'un refus se solderait probablement dans tous les cas par la disparition de l'un des deux titres au vu de la petite taille du marché romand.
En collaboration avec les éditeurs, la Bibliothèque nationale suisse a numérisé les archives du Nouveau Quotidien.